# Saint-Gratien (Val-d’Oise)

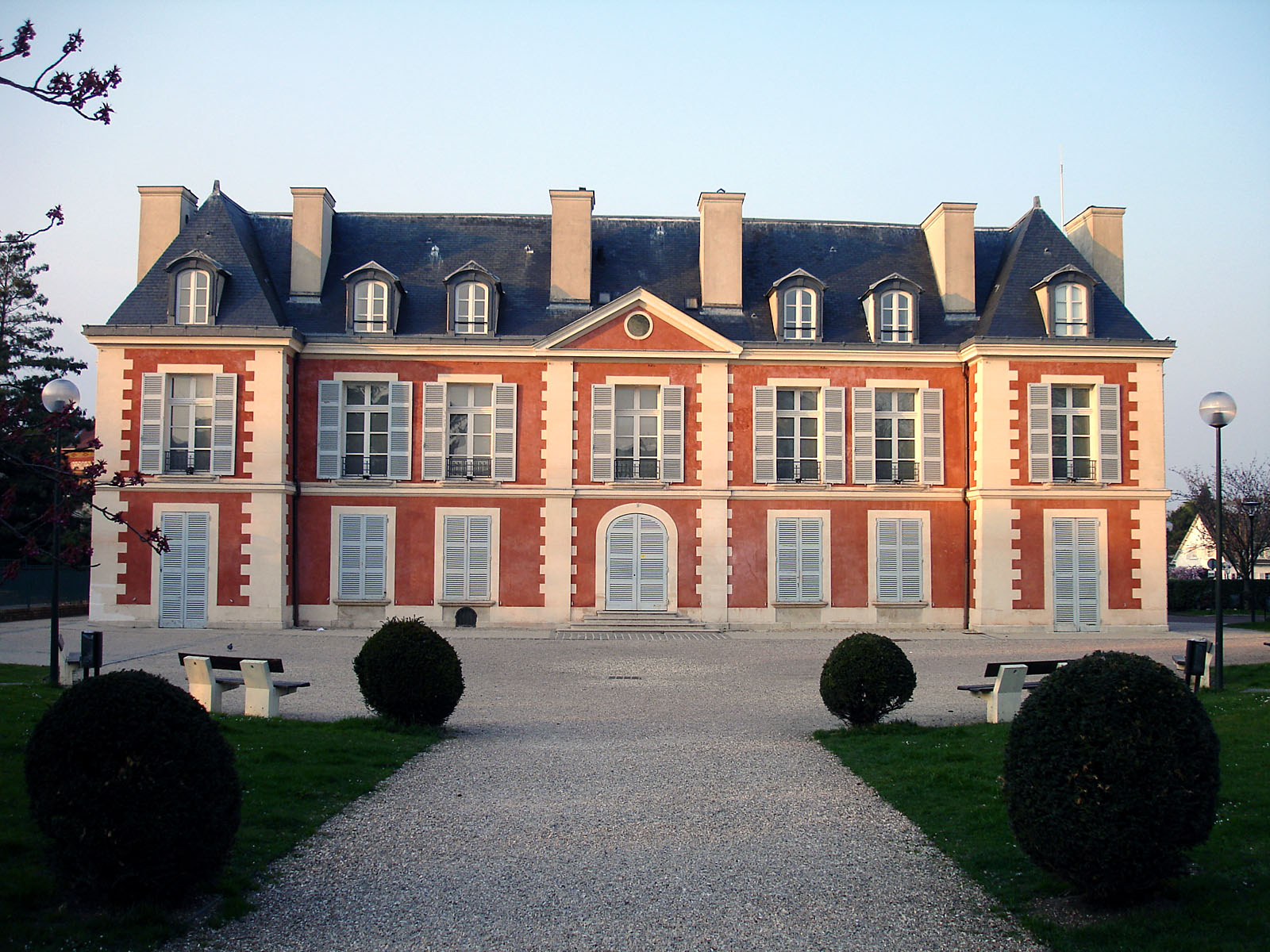
Saint-Gratien – Chateau de Catinat

Saint-Gratien ist eine französische Gemeinde mit 21.297 Einwohnern (Stand 1. Januar 2022) im Département Val-d’Oise der Region Île-de-France, etwa zehn Kilometer nördlich von Paris. Die Einwohner werden Gratiennois genannt.

## Lage
Saint-Gratien liegt am Ausgang des Vallée de Montmorency und gehört zur gleichnamigen Region im Norden des Großraumes von Paris. Die Stadt ist von den Nachbargemeinden Argenteuil, Sannois, Eaubonne, Soisy-sous-Montmorency, Enghien-les-Bains und Épinay-sur-Seine umgeben.

## Bevölkerungsentwicklung
| 1793 | 1800 | 1806 | 1821 | 1831 | 1836 | 1841 | 1846 | 1851 | 1856 | 1861 | 1866  | 1872  | 1876  |
| ---- | ---- | ---- | ---- | ---- | ---- | ---- | ---- | ---- | ---- | ---- | ----- | ----- | ----- |
| 368  | 424  | 468  | 380  | 430  | 487  | 517  | 568  | 580  | 720  | 916  | 1.046 | 1.202 | 1.241 |

| 1881  | 1886  | 1891  | 1896  | 1901  | 1906  | 1911  | 1921  | 1926  | 1931  | 1936  | 1946  | 1954  | 1962  |
| ----- | ----- | ----- | ----- | ----- | ----- | ----- | ----- | ----- | ----- | ----- | ----- | ----- | ----- |
| 1.327 | 1.656 | 1.547 | 1.632 | 1.774 | 2.091 | 2.539 | 3.307 | 5.847 | 5.702 | 4.485 | 7.204 | 6.100 | 9.248 |

| 1968   | 1975   | 1982   | 1990   | 1999   | 2007   | 2011   | 2021   |
| ------ | ------ | ------ | ------ | ------ | ------ | ------ | ------ |
| 14.947 | 20.338 | 20.470 | 19.338 | 19.226 | 20.588 | 20.453 | 20.914 |

Quellen: Cassini und INSEE

## Geschichte

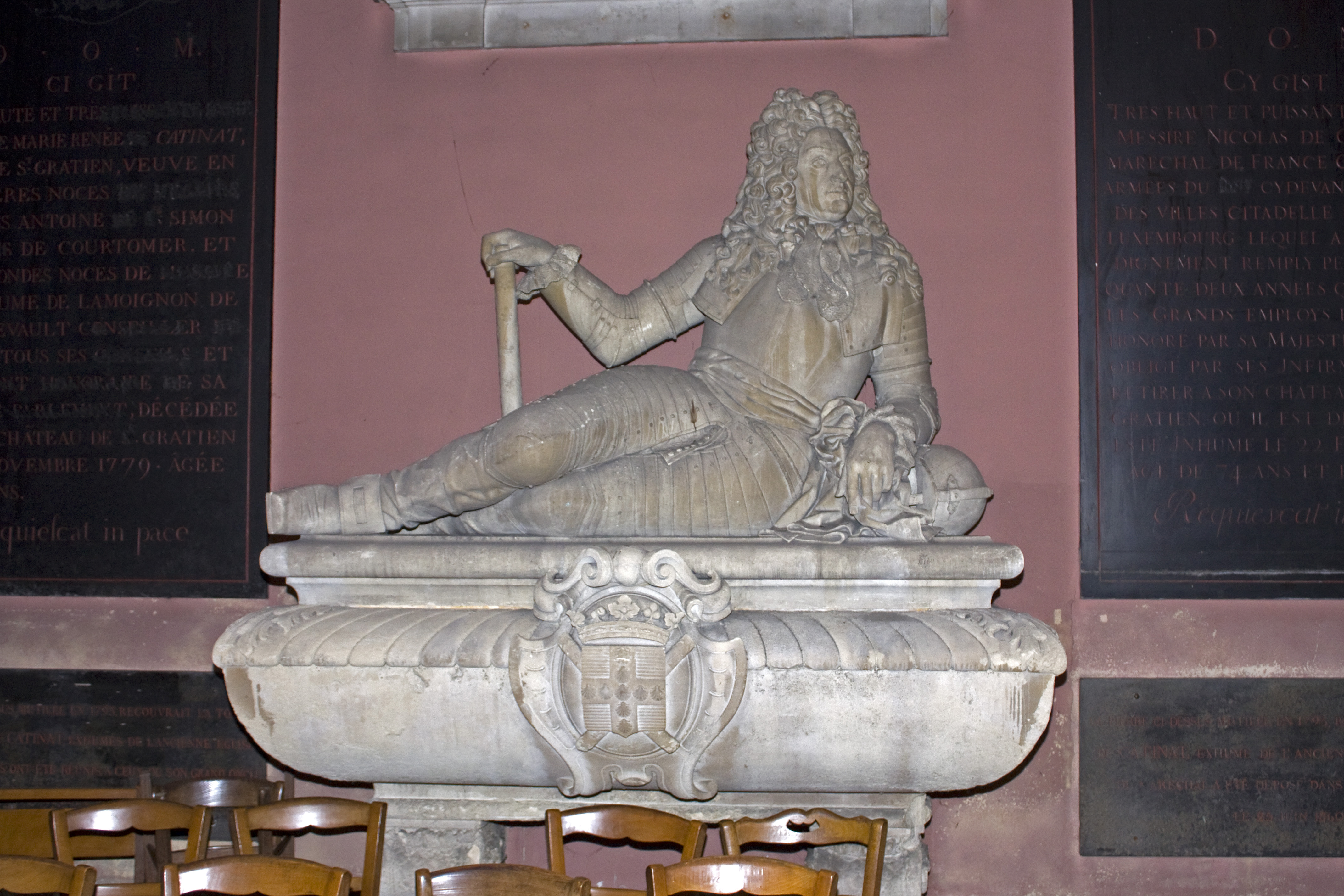
Grab des Maréchal de Catinat

Saint-Gratien ist nach dem jungen Hirten Gratien benannt, der den Märtyrertod starb und im 4. Jahrhundert heiliggesprochen wurde. Die Mönche vom Kloster in Saint-Denis errichteten hier einen Schrein zu seinem Gedenken und Reliquien sind unter dem Altar der Kirche begraben. Im Jahre 1225 besaß Guillaume de Cornillon einen Großteil des Gebiets um den Ort.
Im 17. Jahrhundert erbte Marschall Nicolas Catinat von seiner Mutter das Gebiet von Saint-Gratien. 1701 zog er sich auf sein Schloss in Saint-Gratien zurück und verbrachte seine Zeit zwischen dem Anbau von Obstbäumen und der Verwaltung seiner Ländereien. Er starb in Saint-Gratien am 12. Februar 1712 und ist in der Kapelle des Dorfes begraben. Zu Ehren dieses Mannes übernahm die Stadt Saint-Gratien das Wappen der Catinats im Juli 1994 als Stadtwappen.

## Sehenswürdigkeiten
Siehe auch: Liste der Monuments historiques in Saint-Gratien (Val-d’Oise)
Sehenswürdigkeiten sind die Schlösser Catinat (erbaut im Jahre 1610) und Prinzessin Mathilde (unter Napoléon I. erbaut, unter Napoléon III. aufgestockt) sowie die Kirche und das Rathaus.